# Sötétlila tengerisün
A sötétlila tengerisün (Sphaerechinus granularis) a tengerisünök (Echinoidea) osztályának Camarodonta rendjébe, ezen belül a Toxopneustidae családjába tartozó faj.
Nemének egyetlen faja.

## Előfordulása
A sötétlila tengerisün a Földközi-tengerben és az Atlanti-óceánban honos, egészen a Zöld-foki szigetekig.

## Megjelenése

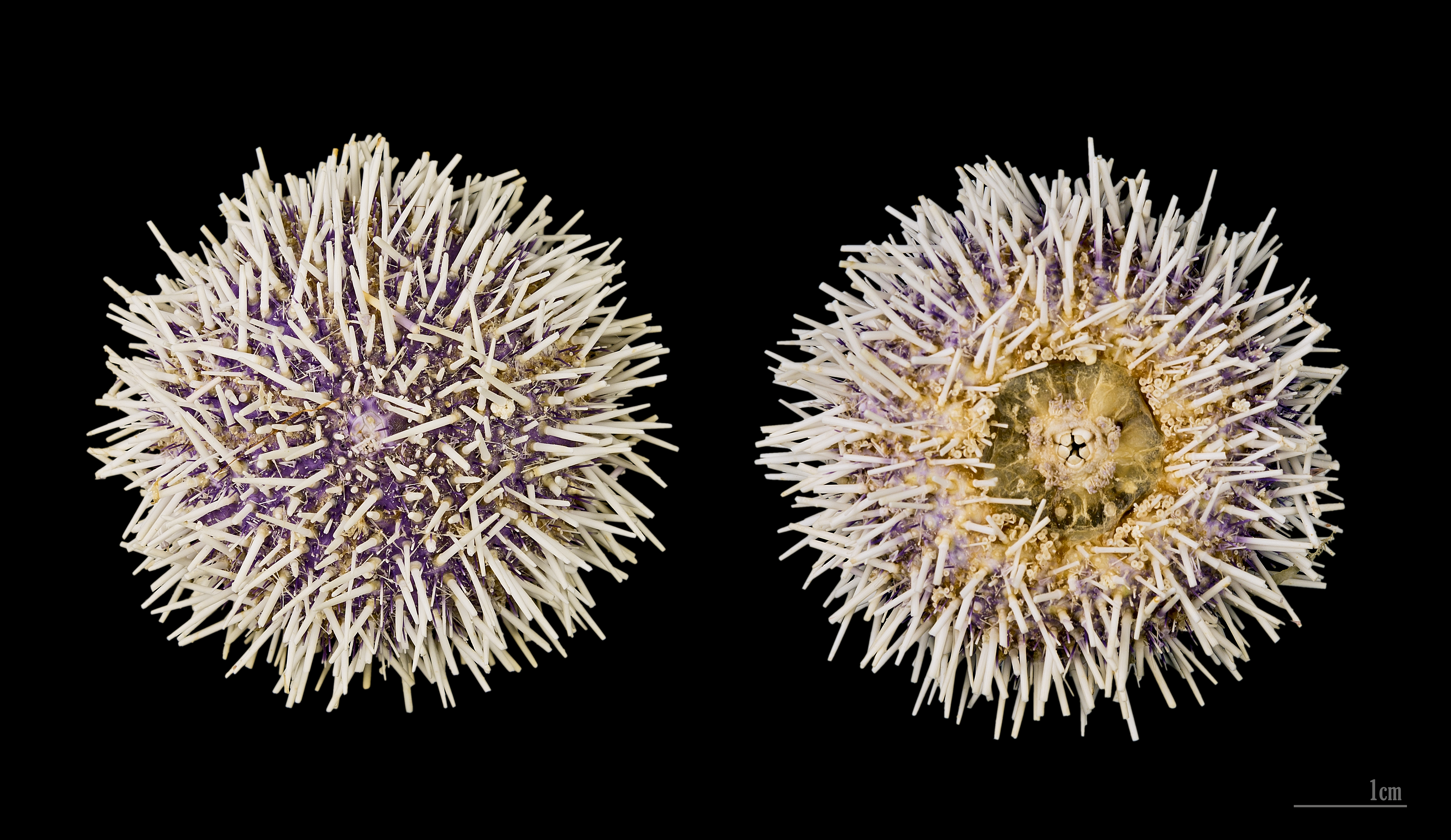
Sötétlila tengerisün felülről és alulról

Ez a tengerisün több színváltozatban is előfordul, egészen sötétlila vagy teljesen fehér tüskéjű egyedek mellett olyanok is akadnak, amelyeknek lila tüskéi fehér hegyűek. Teste csaknem gömb alakú, átmérője 6-7 centiméter, ritkán elérheti a 13 centimétert. A 2 centiméter hosszú tüskék erőteljesek és egymás mellett sűrűn állnak.

## Életmódja
A sötétlila tengerisün a sekély víztől 120 méter mélységig tengerifű-állományokkal benőtt, homokos talajokon él, vagy sziklára mászik fel. A sötétlila tengerisün erős fogaival minden algabevonatot lelegel az aljzatról, de az állati táplálékot sem veti meg. Akváriumokban olykor ragadozó hajlamot is mutat.